# Annabeth Gish
Annabeth Gish, née le 13 mars 1971 à Albuquerque, (Nouveau-Mexique), est une actrice américaine.

## Biographie
Anne Elizabeth Gish naît à Albuquerque mais sa famille déménage à Cedar Falls dans l'Iowa alors qu'elle a deux ans. Son père, Robert, est professeur d'anglais à l'Université du Nord de l'Iowa, et sa mère, Judy, est institutrice dans une école primaire. Elle est la plus jeune d'une famille de trois enfants. Elle a un frère, Tim, et une sœur, Robin.
Elle fait du théâtre depuis son enfance et apparaît dans des publicités à l'âge de huit ans. Son premier rôle au cinéma survient en 1986 dans le film Desert Bloom. Alors qu'elle est encore au lycée, elle se fait remarquer pour son rôle dans Mystic Pizza (1988), pour lequel elle est nommée au Young Artist Award de la meilleure jeune actrice dans un film dramatique. Après le lycée, elle étudie l'anglais et l'art dramatique à l'université Duke, et en sort diplômée d'un BA en anglais en 1993.
Elle reprend ensuite à plein temps sa carrière d'actrice et apparaît notamment dans les films Wyatt Earp (1994), L'Ultime Souper (1995), Nixon (1995) et Double Jeu (1999). En 2001, elle rejoint la distribution de la série X-Files dans le rôle de Monica Reyes et se voit créditée au générique de la neuvième saison. Elle est nommée pour ce rôle au Saturn Award de la meilleure actrice de télévision dans un second rôle en 2002.
Par la suite, elle joue des rôles récurrents dans les séries À la Maison-Blanche, Flashforward, Les Experts, Pretty Little Liars et Sons of Anarchy, et fait partie de la distribution principale des séries Brotherhood et The Bridge. Elle apparaît également dans les téléfilms Désolation (2006) et Bag of Bones (2011), deux adaptations de romans de Stephen King.

### Vie privée
En 2003, elle se marie avec le cascadeur Wade Allen, qu'elle a rencontré sur le tournage de X-Files. Son premier enfant, Cash Alexander, naît le 12 janvier 2007. Le deuxième fils du couple, Enzo Edward, naît le 25 octobre 2008.

## Filmographie

### Cinéma
- 1986 : Desert Bloom (en), de Eugene Corr : Rose Chismore
- 1987 : Hiding Out (en), de Bob Giraldi : Ryan Campbell
- 1988 : Mystic Pizza, de Donald Petrie : Kat Arujo
- 1989 : Shag (en), de Zelda Barron : Pudge
- 1990 : Coupe de Ville, de Joe Roth : Tammy
- 1994 : Wyatt Earp, de Lawrence Kasdan : Urilla Sutherland
- 1995 : L'Ultime Souper, de Stacy Title : Paulie
- 1995 : Nixon, de Oliver Stone : Julie Nixon
- 1996 : Beautiful Girls, de Ted Demme : Tracy Stover
- 1997 : Sœurs de cœur (True Women) de Karen Arthur : Euphemia Ashby King
- 1997 : Steel, de Kenneth Johnson : Susan Sparks
- 1998 : SLC Punk!, de James Merendino : Trish
- 1999 : Double Jeu (Double Jeopardy), de Bruce Beresford : Angela 'Angie' Green
- 2001 : Mon copain Mac héros des étoiles, de Sean McNamara : Dr Donni McGuiness
- 2002 : Le Coup de Vénus (Buying the Cow), de Walt Becker : Nicole
- 2004 : Amour, amitié et petites infidélités (Knots), de Greg Lombardo : Greta Siegel
- 2006 : Gillery's Little Secret, de T.M. Scorzafava : Gillery
- 2006 : La Prophétie des Andes (The Celestine Prophecy) d'Armand Mastroianni : Julia
- 2011 : Papa, ses embrouilles et Moi (The Chaperone), de Stephen Herek : Lynne Bradstone-Etman
- 2011 : Killing Fields (Texas Killing Fields), d'Ami Canaan Mann : Gwen Heigh
- 2016 : Ne t'endors pas (Before I Wake) de Mike Flanagan : Nathalie Friedman
- 2018 : Charlie Says de Mary Harron : Virginia Carlson
- 2019 : Le Bout du monde (Rim of the World) de McG : Grace
- 2023 : All Fun and Games d'Ari Costa et Eren Celeboglu : Kathy Fletcher

### Télévision

#### Séries télévisées
- 1994 : Scarlett (mini-série) : Anne Hampton
- 1996 : Chicago Hope : La Vie à tout prix : Amy Peletier (saison 2 épisode 13)
- 2001-2002 : X-Files : Monica Reyes (saisons 8 et 9, 23 épisodes)
- 2003-2006 : À la Maison-Blanche : Elizabeth Bartlet Westin (6 épisodes)
- 2004 : Les Experts : Miami : Wendy Decker (saison 2 épisode 21)
- 2006-2008 : Brotherhood : Eileen Caffee (29 épisodes)
- 2008 : The Cleaner : Barbara Hoffler (saison 1 épisode 3)
- 2010 : Esprits criminels : Rebecca Hodges (saison 5 épisode 14 :Parasite)
- 2010 : Flashforward : Lita (3 épisodes)
- 2011 : Lie to Me : Ilene Clark (saison 3 épisode 11)
- 2011 : Against the Wall : Julie Carmen (saison 1 épisode 2)
- 2011-2012 : Les Experts : Laura Gabriel (3 épisodes)
- 2011-2015 : Pretty Little Liars : Anne Sullivan (9 épisodes)
- 2012 : Once Upon a Time : Anita (saison 2 épisode 7)
- 2013 : Parks and Recreation : Stephanie Wyatt (saison 5 épisode 17)
- 2013-2014 : The Bridge : Charlotte Millwright (19 épisodes)
- 2014 : Betrayal : Violet (saison 1 épisode 11)
- 2014 : Parenthood : Melody York (saison 5 épisode 22)
- 2014 : Sons of Anarchy : le shérif Althea Jarry (10 épisodes)
- 2016 : Rizzoli and Isles : Alice Sands (saison 7, épisode 2)
- 2016 et 2018 : X-Files (saisons 8, 10 et 11, 3 épisodes) : Monica Reyes
- 2017 : New York, unité spéciale : avocate de la défense Carolyn Rivers (saison 19, épisode 3)
- 2018 : The Haunting of Hill House : Clara Dudley
- 2021 : Sermons de minuit (Midnight Mass) : Dr Sarah Gunning (7 épisodes)
- 2023 : Mayfair Witches : Deirdre Mayfair
- 2023 : La Chute de la maison Usher (mini-série)  : Eliza
- 2024 : Pretty Little Liars: Summer School : Anne Sullivan

#### Téléfilms
- 1989 : When He's Not a Stranger (en), de John Gray : Lyn McKenna
- 1991 : The Last to Go, de John Erman : Lydia
- 1997 : Sœurs de cœur (True Women), de Karen Arthur : Euphemia Ashby
- 1999 : Pour l'amour d'Emily (God's New Plan), de Michael Switzer : Claire Hutton
- 2004 : Amour impossible (Life on Liberty Street), de David S. Cass : Denise Di Fiori
- 2006 : Désolation, de Mick Garris : Mary Jackson
- 2008 : Le Poids des souvenirs (Murder on Her Mind), de David Wellington : Sally Linden
- 2010 : Patricia Cornwell : Tolérance zéro (At Risk), de Tom McLoughlin : l'inspectrice Delma Sykes
- 2011 : Bag of Bones, de Mick Garris : Jo Noonan
- 2012 : Mauvaise influence (A Mother's Nightmare), de Vic Sarin : Maddie Stewart
- 2021 : Maman disparue : L'histoire vraie de Jennifer Dulos (Gone Mom) de Gail Harvey : Jennifer Farber Dulos

## Voix francophones
En France
| - Véronique Augereau dans : - X-Files : Aux frontières du réel (série télévisée) - Amour impossible (téléfilm) - Le tueur du jugement dernier (téléfilm) - Désolation (téléfilm) - Patricia Cornwell : Tolérance zéro (téléfilm) - Lie to Me (série télévisée) - Le Chaperon - Against the Wall (série télévisée) - Killing Fields - La Maison sur le lac (mini-série) - Mauvaise Influence (téléfilm) - Parks and Recreation (série télévisée) - Sons of Anarchy (série télévisée) - Scandal (série télévisée) - Rizzoli and Isles (série télévisée) - New York, unité spéciale (série télévisée) - Little Dixie - Josy Bernard dans : - Les Experts (série télévisée) - Ne t'endors pas - Code Black (série télévisée) - Laurence Charpentier dans : - The Bridge (série télévisée) - Parenthood (série télévisée) - Dangereuse influence (téléfilm) - Anne Rondeleux dans (les téléfilms) : - Coup de foudre postal - Lueur d'amour | - Céline Ronté dans : - À la Maison-Blanche (série télévisée) - Le Poids des souvenirs (téléfilm) - Claudine Grémy dans (les séries télévisées) : - Brotherhood - Once Upon a Time - Odile Cohen dans (les séries télévisées) : - Pretty Little Liars - Pretty Little Liars: Summer School Et aussi - Dorothée Jemma dans Mystic Pizza - Michèle Lituac dans Coupe de Ville - Brigitte Berges dans Scarlett (mini-série) - Dominique Chauby dans L'Ultime Souper - Malvina Germain dans Beautiful Girls - Maïk Darah dans Un espoir dans la nuit (téléfilm) - Marie-Laure Dougnac dans Sœurs de cœur (mini-série) - Emmanuèle Bondeville dans Double Jeu - Ariane Deviègue dans Mon copain Mac, héros des étoiles - Martine Irzenski dans La Prophétie des Andes - Josiane Pinson dans The Cleaner (série télévisée) - Armelle Gallaud dans Esprits criminels (série télévisée) - Anneliese Fromont dans Le Bout du monde - Hélène Bizot dans Sermons de minuit (série télévisée) - Laura Blanc dans Maman disparue : L'histoire vraie de Jennifer Dulos (téléfilm) |

Au Québec